# HMS Partridge (G30)
Pour les autres navires du même nom, voir HMS Partridge.
Le HMS Partridge est un destroyer de classe P en service dans la Royal Navy pendant la Seconde Guerre mondiale.
Septième navire de guerre britannique à porter ce nom, le Partridge est mis sur cale le 3 juin 1940 aux chantiers navals Fairfield Shipbuilding and Engineering Company de Govan, en Écosse. Il est lancé le 5 août 1941 et mis en service le 22 février 1942.

## Historique
Affecté à la 12e flottille de destroyers, il est désigné pour escorter le porte-avions USS Wasp au cours d'une mission de largage de provisions sur Malte. Il faisait partie de l'escorte du croiseur de bataille Renown, des croiseurs Cairo et Charybdis, et neuf destroyers. De retour à Gibraltar après la fin de sa mission le 20 avril, il est rappelé pour servir dans la Home Fleet basée à Scapa Flow. Il est de retour en Méditerranée le 8 mai afin de participer à une nouvelle une mission de largage de provisions sur Malte, en escortant les porte-avions Wasp et Eagle. Il opère ensuite dans le bassin méditerranéen au sein de la Force H, menant diverses missions similaires. Le 18 mai, il participe à la traque du sous-marin italien Mocenigo ayant attaqué le croiseur Charybdis. Dans les premiers jours de juin, il escorte deux autres convois de Malte, participant à partir du 11 juin à l'opération Harpoon. Le 15 juin, au cours d'une attaque coordonnée avec les destroyers Bedouin, Ithuriel, Matchless et Marne, le Partridge est endommagé par le feu ennemi et immobilisé. Il est remorqué par le Bedouin qui sera attaqué et coulé peu après par l'aviation italienne. Lors de son retour à Gibraltar le 17 juin, il est de nouveau attaqué par des avions ennemis. Il retourne dans la Tyne le 26 juin pour y être réparé.
Remis en service le 20 août, il opère de nouveau le 28 août en escortant le convoi WS22 à destination de Freetown, en Sierra Leone. De retour au Royaume-Uni dans la seconde moitié de septembre, il est transféré le mois suivant dans la 3e flottille de destroyers pour préparer le débarquement en Afrique du Nord, appelé opération Torch. Le 8 novembre, le jour du débarquement, il opère dans la Task Force orientale au large d'Alger, escortant les cuirassés Duke of York, Nelson et Rodney et les porte-avions Victorious et Formidable.
Le 18 décembre 1942 à 08 h 06, le destroyer effectue une patrouille anti-sous-marine au large d'Oran lorsqu'il est attaqué et coulé à la position 35° 50′ N, 1° 35′ O, par l'U-boot allemand U-565. Trois officiers et 35 marins décèdent dans cette attaque, tandis que 173 survivants sont secourus par le destroyer Penn.